# Escondite al revés

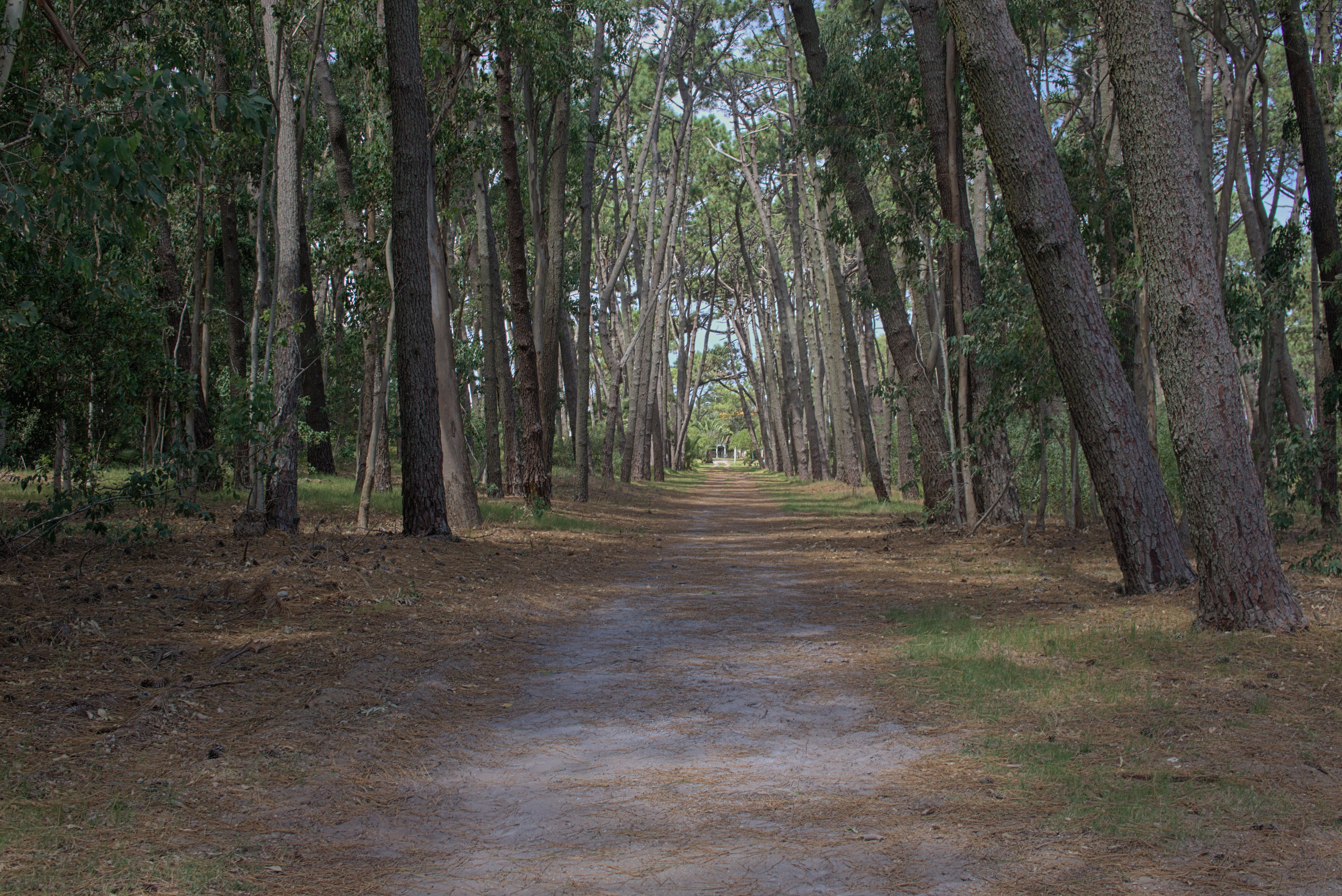

El Escondite al revés es un juego popular que se juega principalmente al aire libre, en el bosque, en algún parque, jardín o edificio grande en el que uno se pueda esconder. A diferencia del escondite en el que todos los jugadores se esconden menos uno, que es el que los tiene que encontrar, en el escondite al revés es un jugador el que se esconde y el resto deben encontrarlo y esconderse junto a este. El juego termina cuando todos los jugadores están con el que se escondió.

## Reglas de juego
Uno de los jugadores se esconde en un lugar en el que sea difícil de encontrar. Cuando alguno de los jugadores lo ve, deben ir a esconderse con este hasta que todos los jugadores lo encuentren, que será cuando se acaba el juego.
- Todos los jugadores, menos el que se esconde al principio, deben contar hasta un cierto número que deben pactar antes de empezar el juego para dar tiempo al jugador que se debe esconder a esconderse.

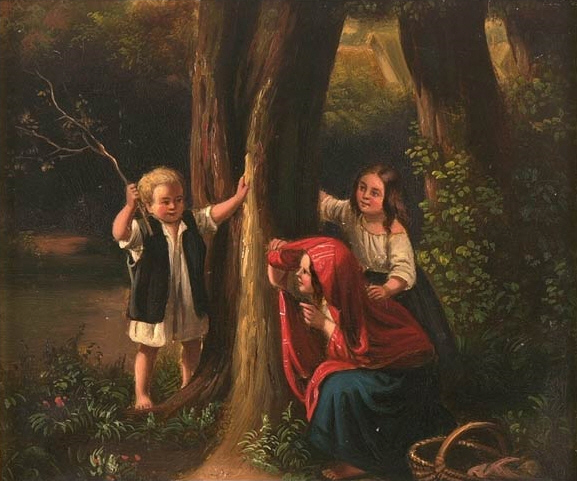
Una pintura del siglo XIX de tres niños jugando a las escondidas en un bosque (Friedrich Eduard Meyerheim).

- Los jugadores que no se esconden al principio cuando cuenten no pueden mirar, de esta manera el jugador podrá esconderse bien.

- Cuando todos los jugadores estén con el que se escondió, el juego acaba.
- El primero en encontrarlo es el que pasa a ser el que se esconde.[2]

La persona que se esconde puede estar en movimiento por la zona de juego, de esta manera el juego se puede dinamizar mucho mejor.
Dependiendo del número de jugadores, puede haber más gente escondiéndose, por ejemplo si se trata de 30 jugadores pueden ser dos los que se esconden y cuando todos los jugadores hayan encontrado a alguno de los escondidos el juego se acaba, en esta caso el juego si tendría un ganador, aquel jugador que haya sido encontrado por menos gente es el que gana.

### ¿Quién puede jugar?
Es un juego que se puede adaptar a todas las edades a partir de los 3 años, para el juego se necesitaría un mínimo de entre 5 y 10 jugadores.

### Objetivo
En caso de ser los contadores, encontrar al jugador escondido en el menor tiempo posible, o en caso de ser el que se esconde, esconderse de todos los jugadores el mayor tiempo posible.